# Asciano
Asciano település Olaszországban, Toszkána régióban, Siena megyében. Lakosainak száma 6781 fő (2023. január 1.). Asciano Buonconvento, Castelnuovo Berardenga, Rapolano Terme, Siena, Trequanda, Monteroni d’Arbia, Montalcino és Sinalunga községekkel határos.

## Fekvése
Az Ombrone folyó felső völgyében, Siena és a Valdichiana között fekvő település.

## Leírása
Asciano egy tipikus középkori mezőváros, melyet 14. századi falak vesznek körül, fehér sziklás tengerparttal.

## Története

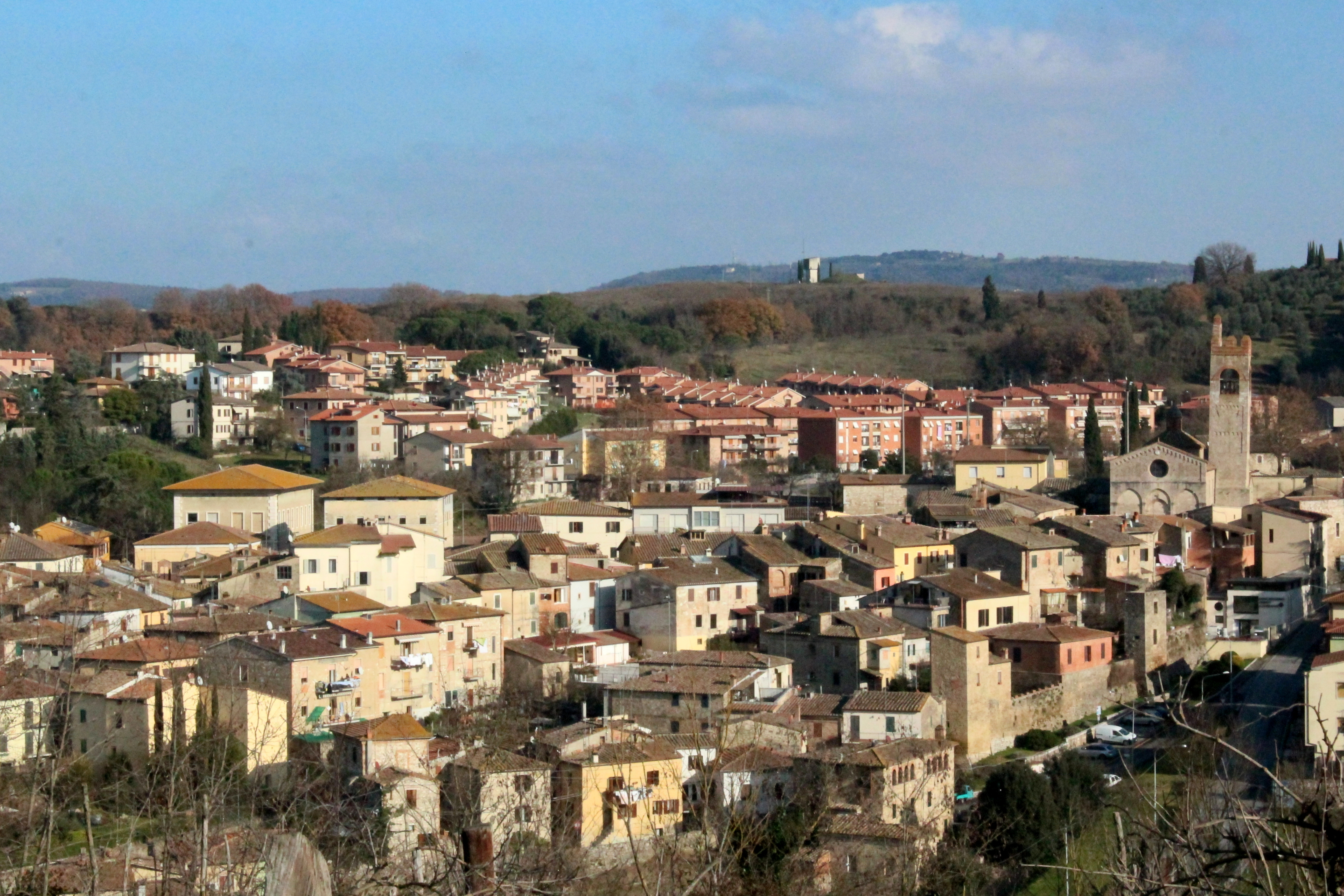
Panoráma

A terület az itt végzett régészeti kutatások szerint már az etruszk és római időkben is lakott hely volt, ezt bizonyítják az itt talált, i. e. 5. századból való római fürdők is. A középkorban a térség Siena és Firenze közötti vita tárgya volt. 1260. szeptember 4-én a közelben zajlott a Montaperti csata, a blodiest csata Guelph Florentines és a Ghibelline szövetség és II. Frigyes római császár törvénytelen fia és Siena között. Az egész nap tartó csatának állítólag több mint 30000 áldozata volt, és végül Siena nyerte meg, ami után Asciano az uralma alá került, ezt követően a következő században fal vette körül.

## Nevezetességek
- Museo d'Arte Sacra,
- Etruszk múzeum
- Sant'Agostino gótikus templom
- Monte Oliveto Maggiore bencés monostor - a településtől 6 mérföldre délre, vörös téglából épült; A kolostor freskói

## Galéria

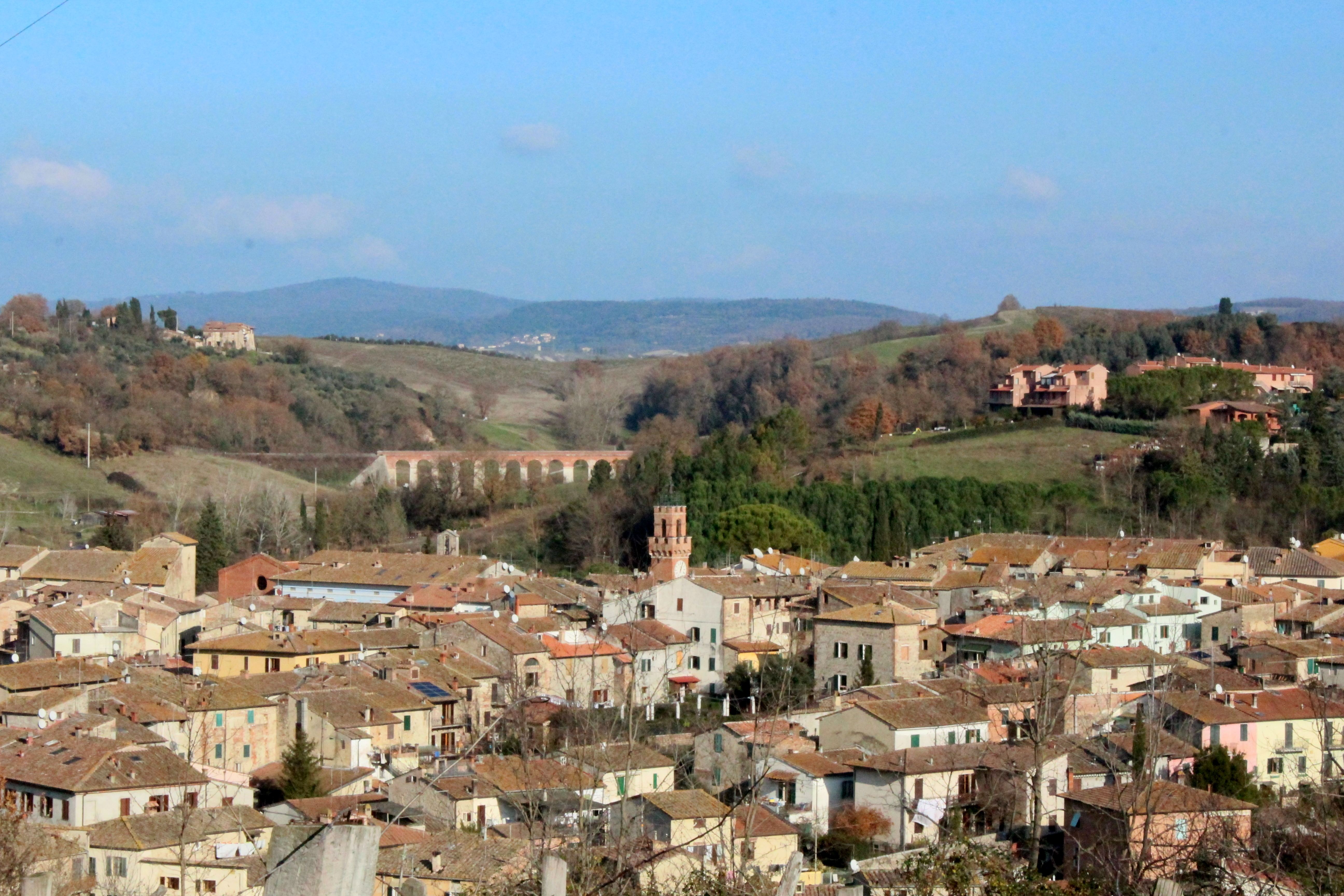
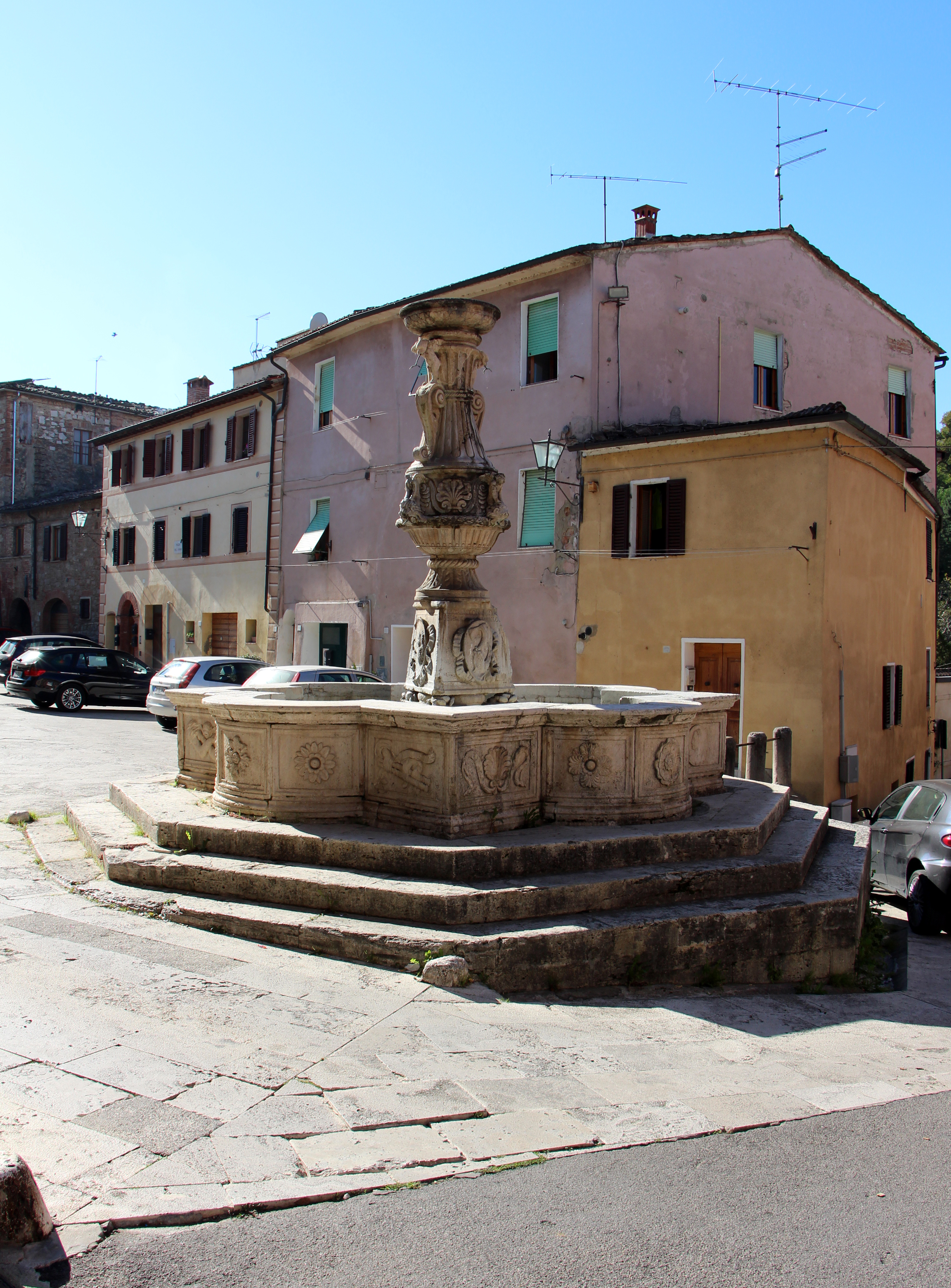
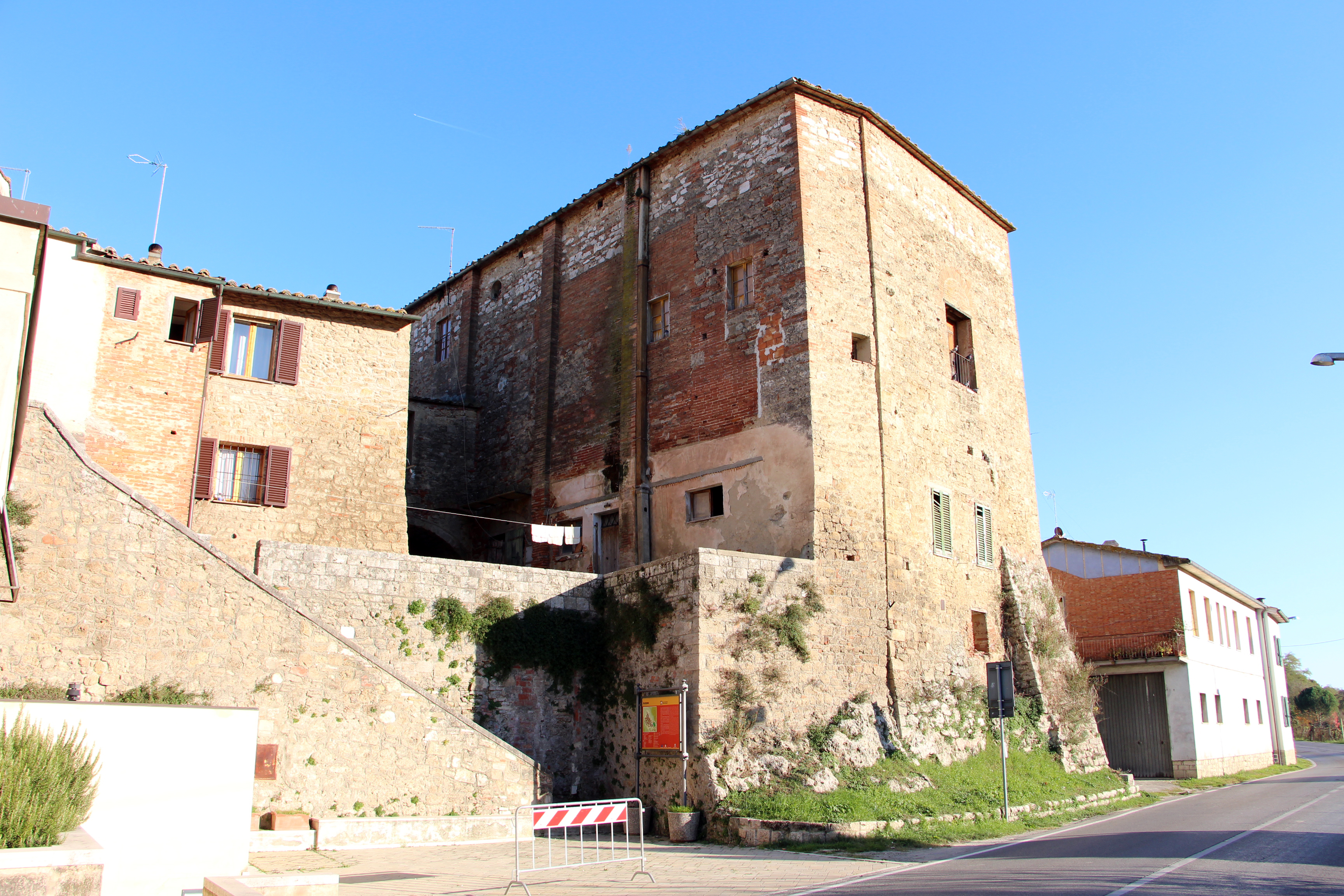
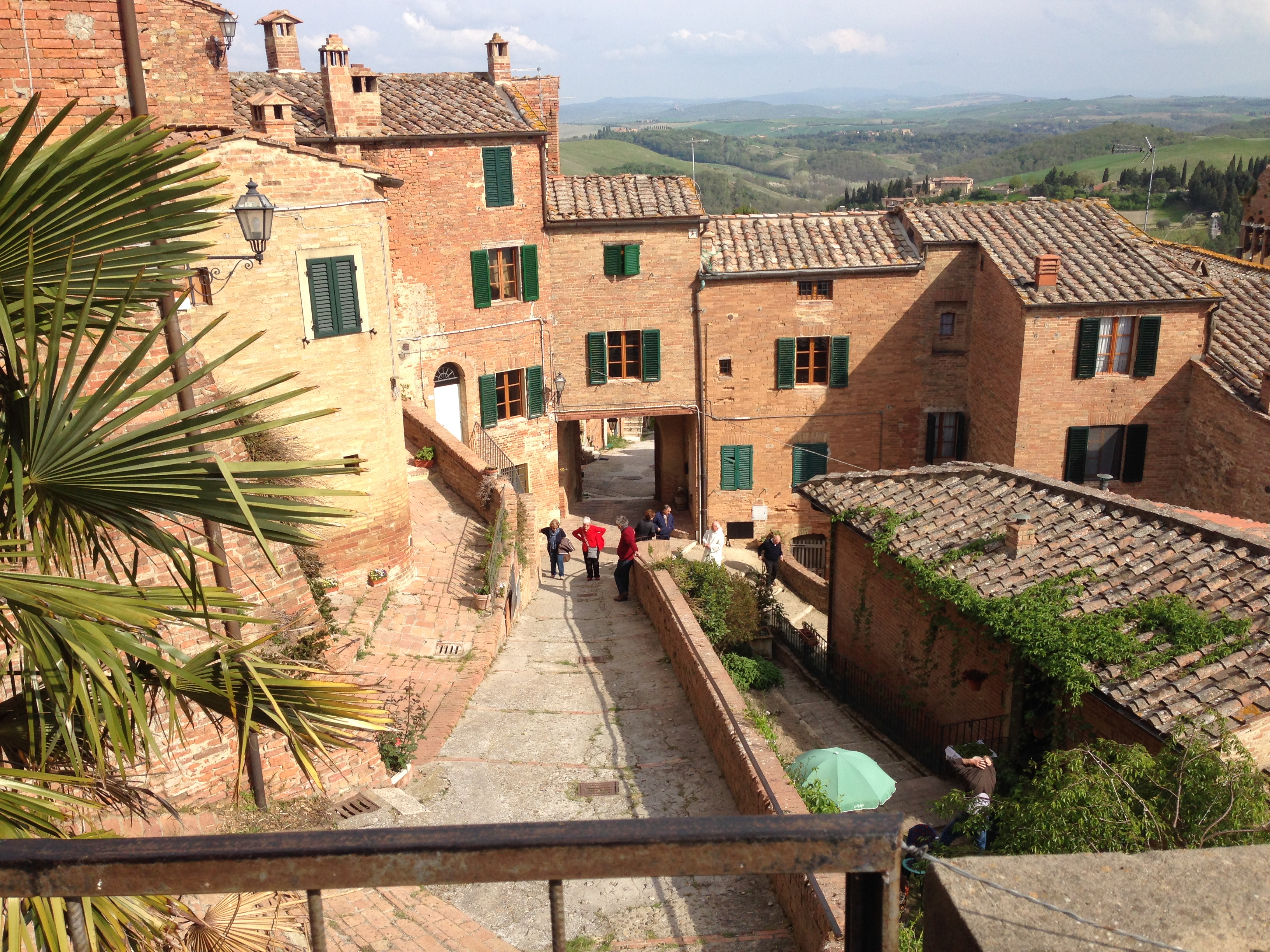
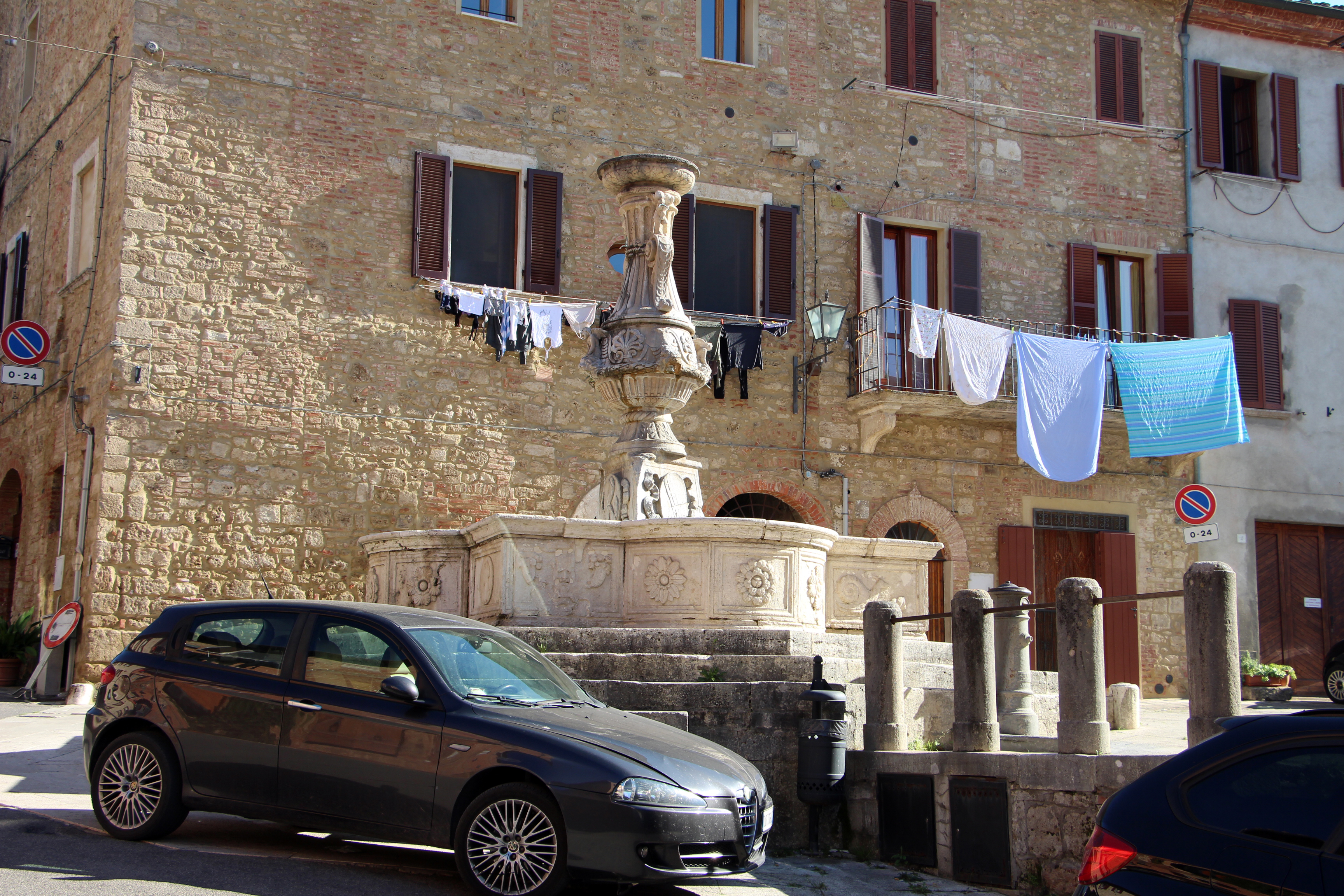
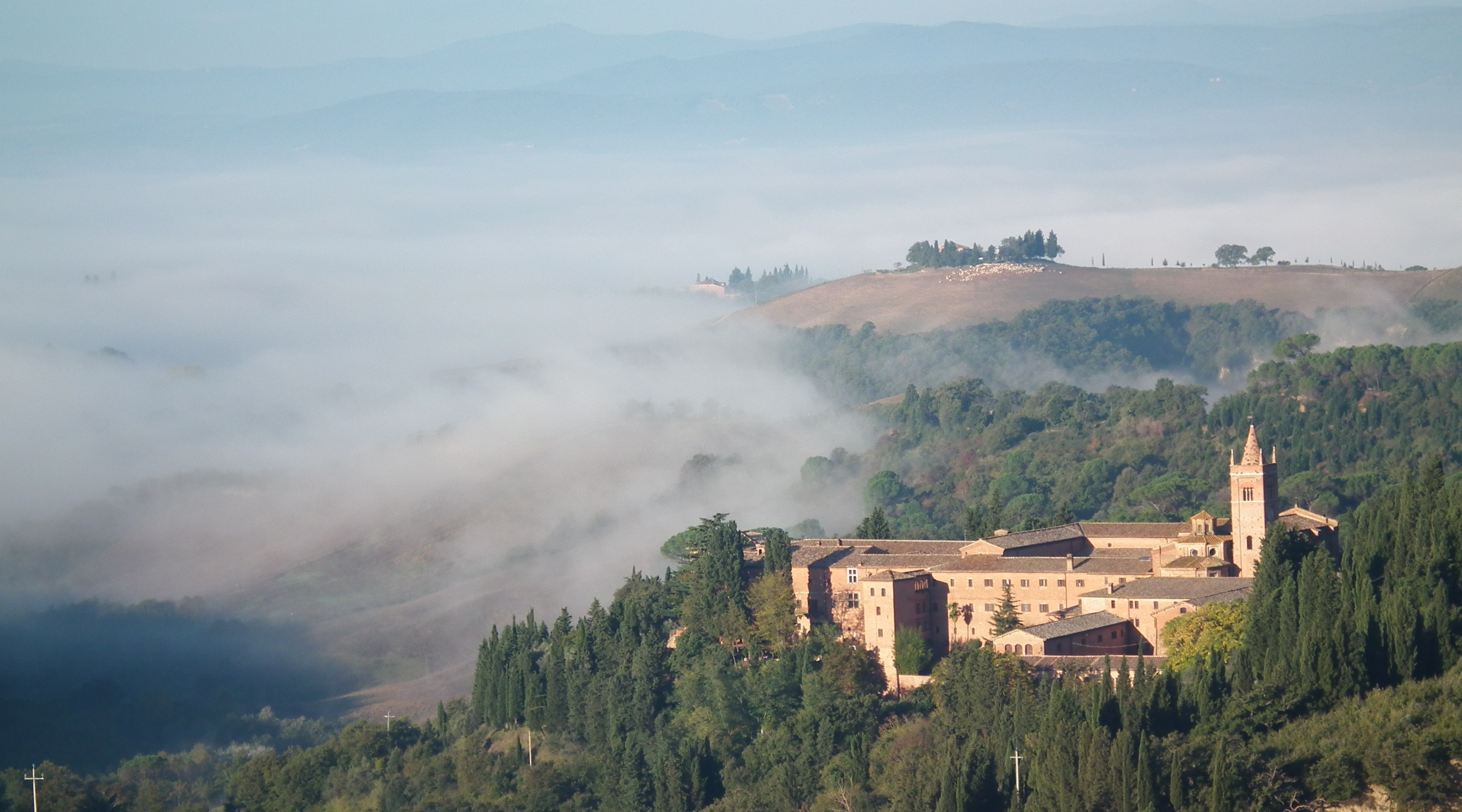
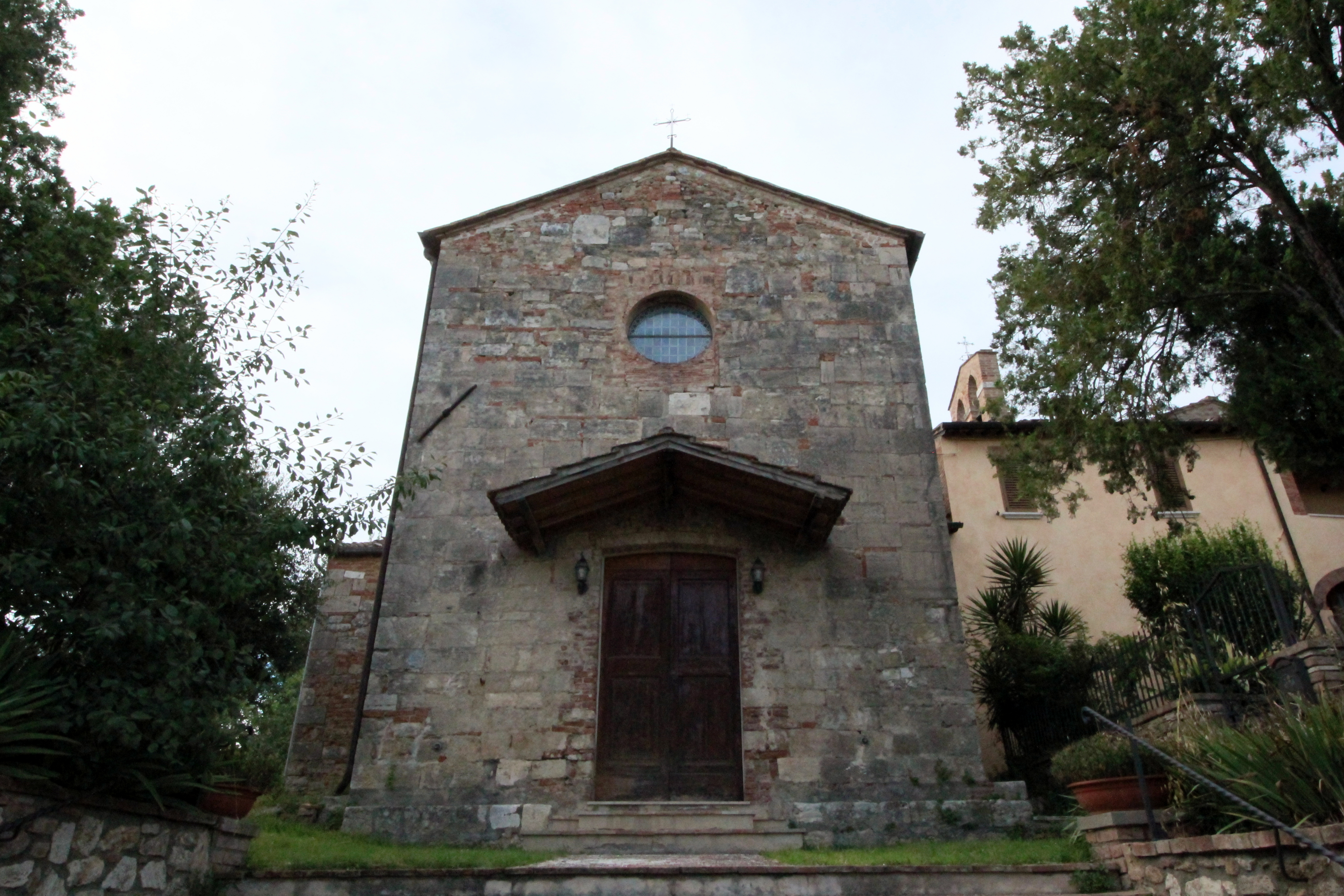
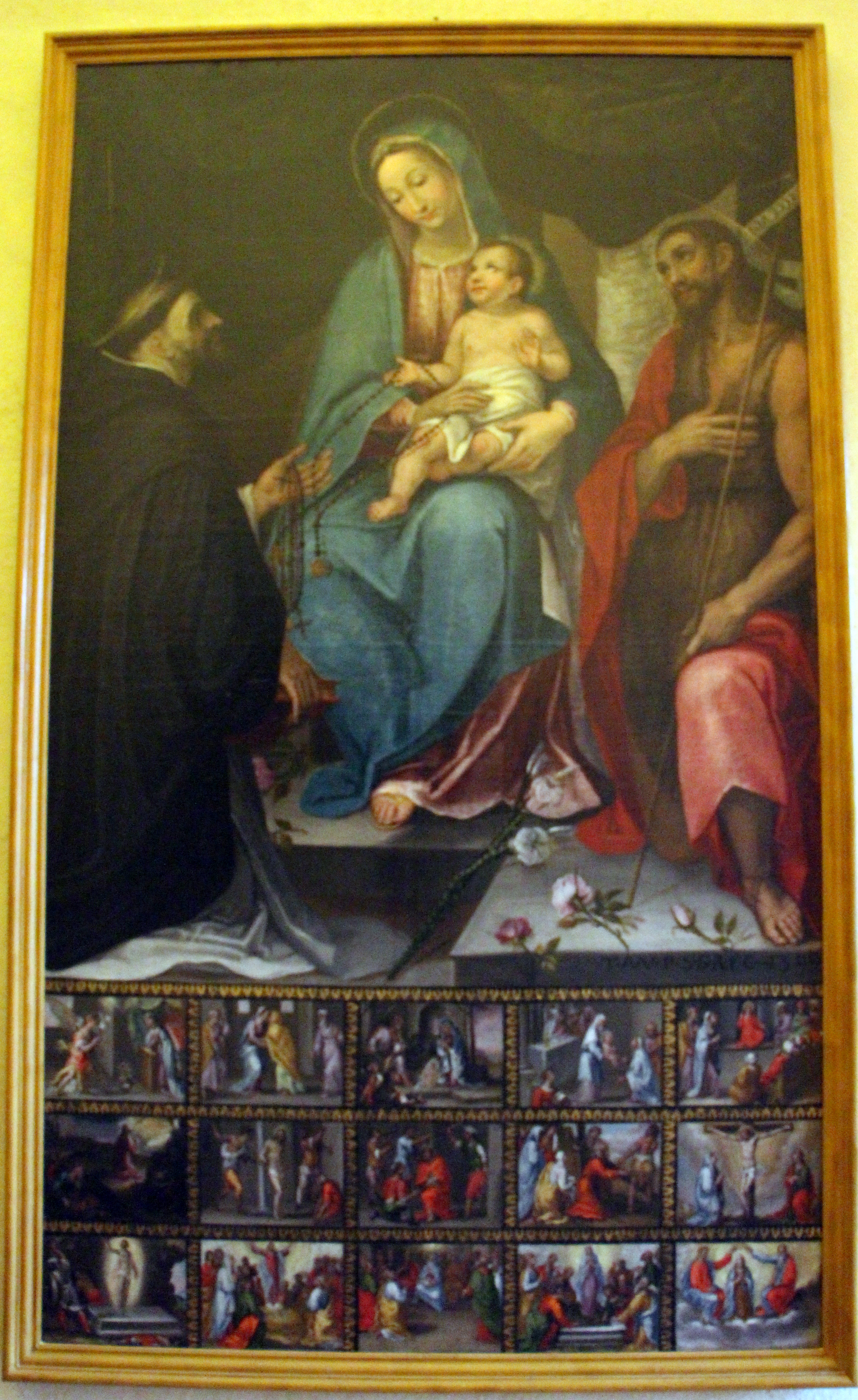
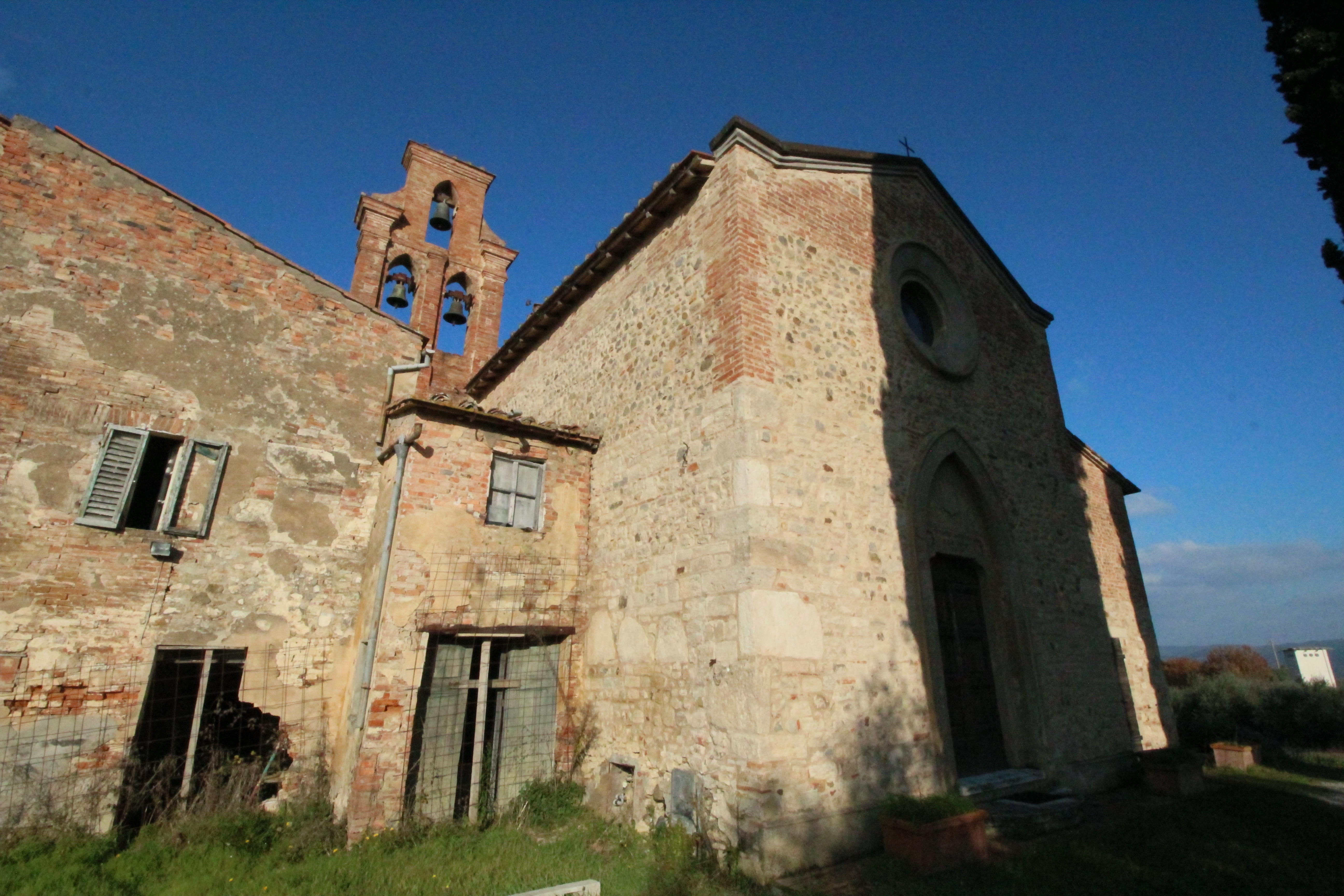
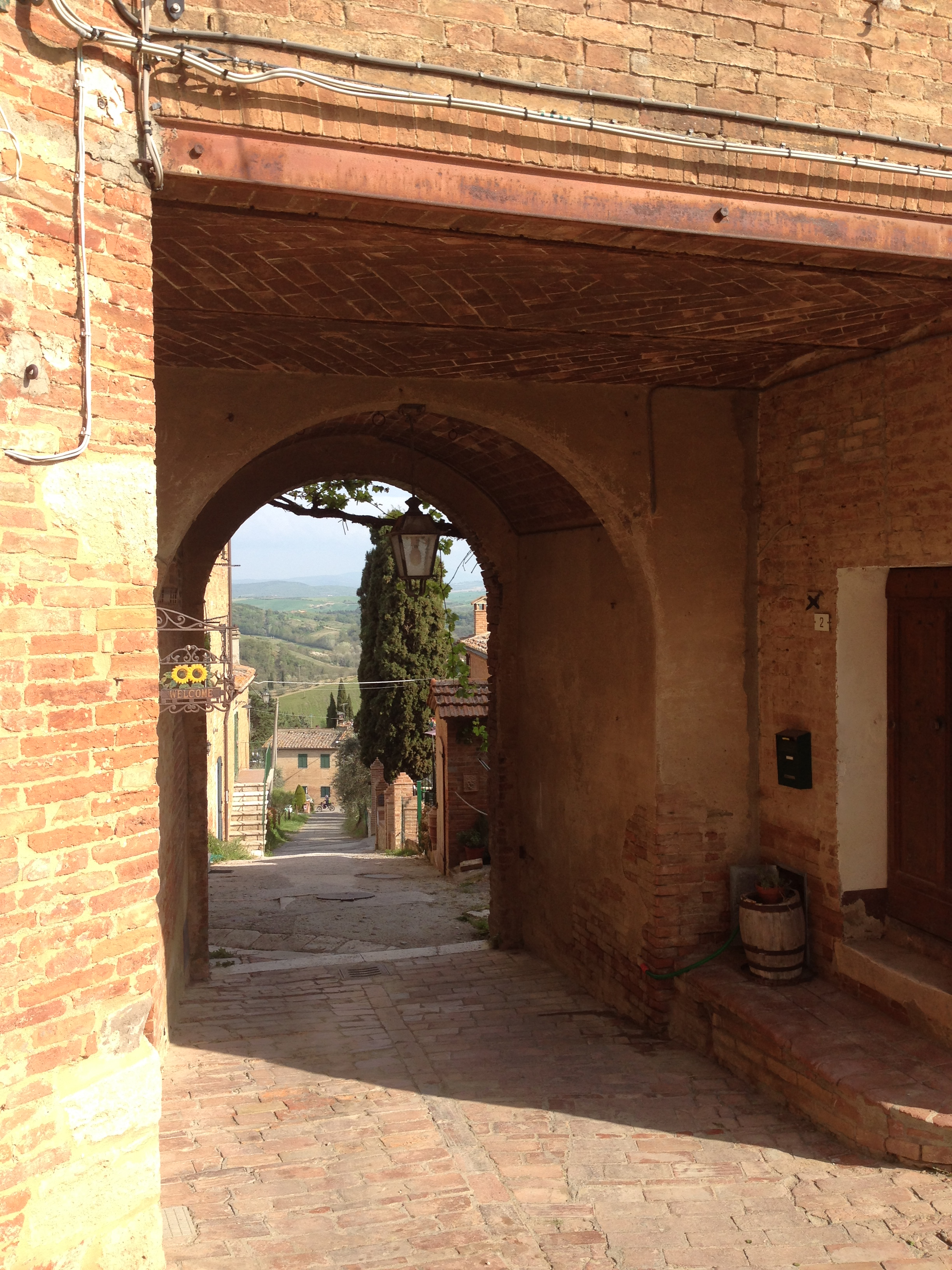
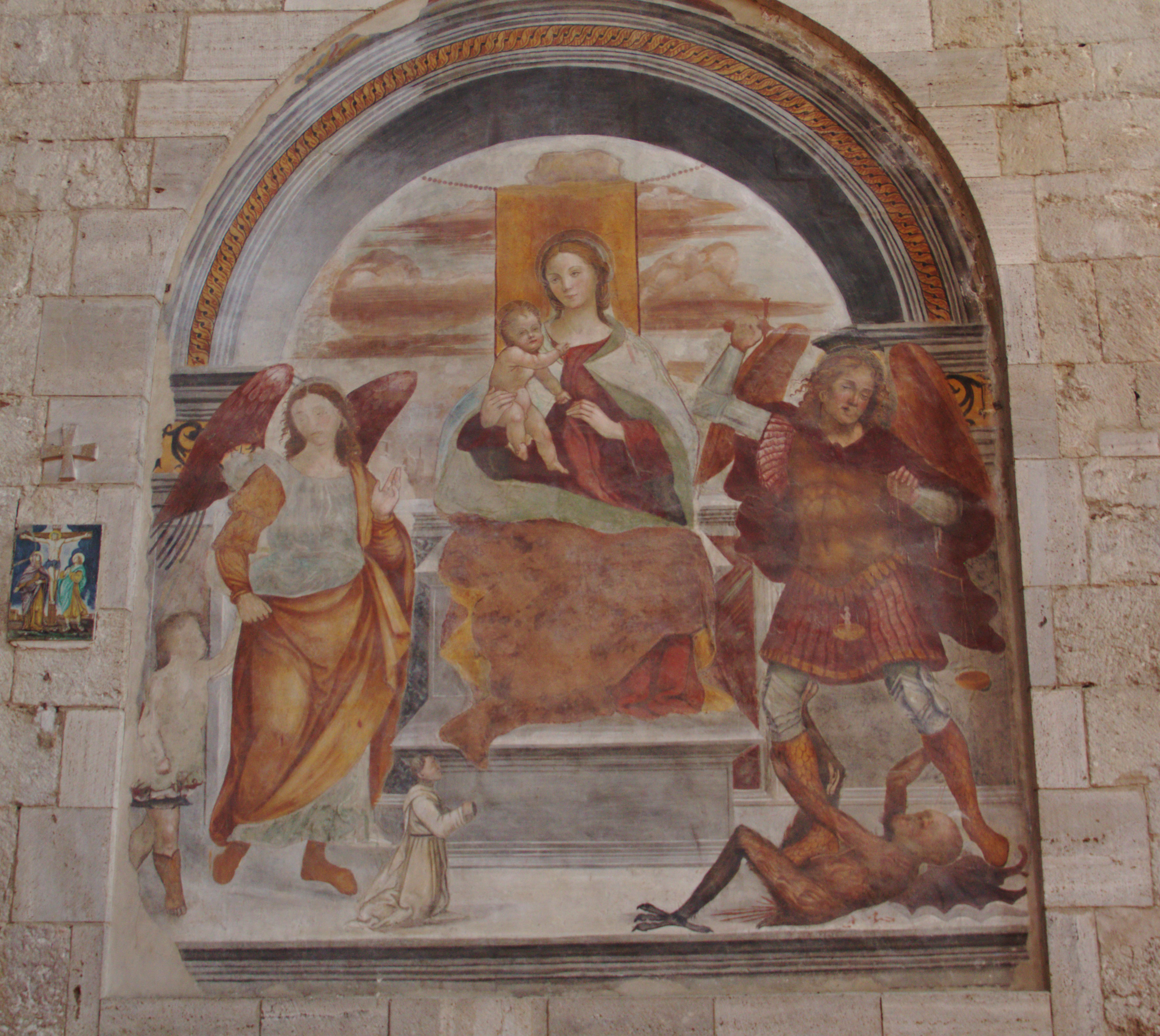
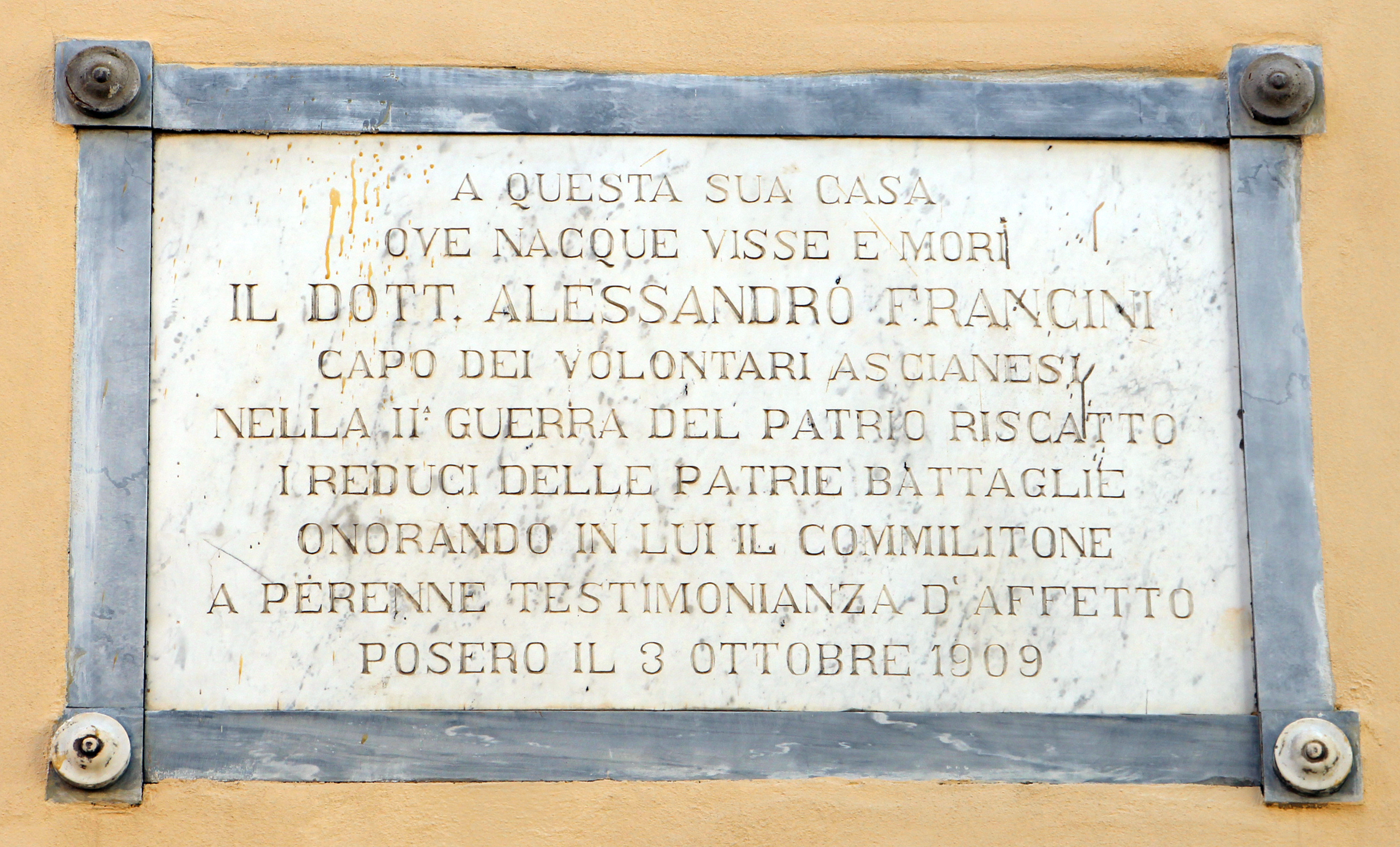

## Népesség
A település népességének változása:
| Lakosok száma | 7120 | 7076 | 6781 |
|               | 2017 | 2018 | 2023 |